# Paula Malcomson

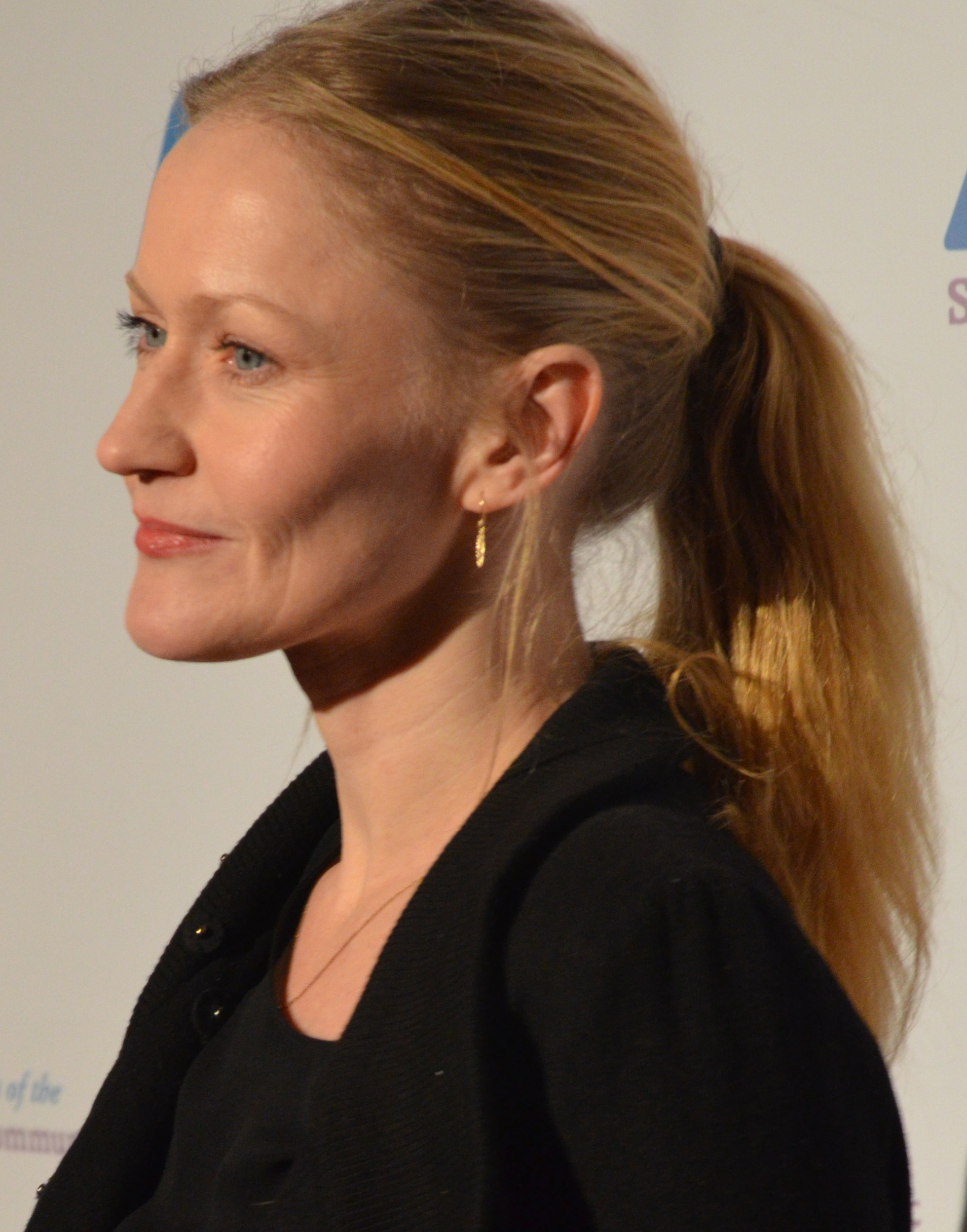
Paula Malcomson

Paula Malcomson (* 1970 in Belfast, Nordirland, Vereinigtes Königreich) ist eine nordirische Schauspielerin, die seit den frühen 1990er Jahren vorwiegend in US-amerikanischen Film- und Fernsehproduktionen zum Einsatz kommt. Zudem arbeitet sie sporadisch auch als Produzentin und Regisseurin von Kurzfilmen. Als Schauspielerin arbeitete sie bereits an verschiedenen oscarnominierten Filmen und an der Seite vieler bekannter Hollywood-Größen mit.

## Leben und Karriere
Malcomson wurde im Jahre 1970 im nordirischen Belfast geboren, wo sie aufwuchs und einen Großteil ihrer Schulausbildung absolvierte. Im Alter von 19 Jahren zog sie nach New York, wo sie an ihrer Schauspielkarriere arbeitete und anfangs vor allem in lokalen Theaterproduktionen eingesetzt wurde. 1992 folgte ihr Filmdebüt: In Another Girl Another Planet spielte sie eine Barkeeperin. Im folgenden Jahr folgte in Tombstone die Rolle der Allie Earp. 
Ab 1998 kam sie in verschiedenen Filmproduktionen zum Einsatz und spielte kleinere Gastrollen in verschiedenen international ausgestrahlten Fernsehserien. 1999 war sie im vierfach oscarnominierten Drama The Green Mile zu sehen. Ihr erster Auftritt in einer Fernsehserie war 1999: ein Einsatz in einer Episode von Profiler.
Nach Einsätzen vorwiegend in Filmproduktionen, erfolgte 2004 der Durchbruch im Fernsehen. Dabei wurde sie anfangs für die Rolle der Trixie in der US-Fernsehserie Deadwood gecastet und war in dieser Rolle bis 2006 in allen 36 Episoden zu sehen. Dies verschaffte ihr neben internationaler Bekanntheit auch eine Nominierung für einen Screen Actors Guild Award in der Kategorie „Bestes Schauspielensemble in einer Dramaserie“ bei der Verleihung 2007, wo sie als Teil eines 22-köpfigen Ensembles nominiert wurde.
Nach Deadwood wurde Malcomson, die unter anderem den 2003 veröffentlichten Kurzfilm Tilt finanziell unterstützte und 2005 in den Credits von William Eggleston in the Real World auftauchte, 2006 in zwei Episoden von Lost eingesetzt, wo sie in der Rolle der Colleen Pickett, der Frau von Danny Pickett (gespielt von Michael Bowen), zu sehen war. Zudem arbeitete sie 2006 als Ausführende Produzentin am knapp neunminütigen Kurzfilm Like Old Times und wurde zudem für eine wiederkehrende Rolle ins Team von Emergency Room – Die Notaufnahme, wo sie bis 2007 in acht verschiedenen Episoden spielte. In der Folge kam sie immer häufiger zu Engagements in zahlreichen namhaften Fernsehserien, wobei ihre Einsätze in Filmen stark zurückgingen. 
2008 trat sie beim Kurzfilm In the A.M. of Dec. 26th at Mickey’s (on the Corner of Cunningham & Kongosak in Barrow) als Produzentin und Regisseurin in Erscheinung. Im Mai 2008 wurde Malcomson als erste Hauptrolle in den Cast des Battlestar-Galactica-Prequels Caprica gecastet und war ab 2009 bereits wieder bei mehreren Projekten im Einsatz.
Zwischen 2012 und 2015 war sie in vier Teilen der Filmreihe Die Tribute von Panem in der Rolle der Mrs. Everdeen zu sehen. In der Dramaserie Ray Donovan spielte Malcomson von 2013 bis 2017 in fünf Staffeln die Ehefrau von Liev Schreiber. 2024 war sie in drei Folgen der Taylor Sheridans Thrillerserie Mayor of Kingstown neben Jeremy Renner zu sehen.

## Synchronisation
In deutschsprachigen Synchronfassungen wird Paula Malcomson häufig von Irina von Bentheim gesprochen, so unter anderem in den Serien Deadwood, Lost und Cold Case – Kein Opfer ist je vergessen. Weitere deutschsprachige Synchronsprecher von Malcomson waren unter anderem Karin David in The Green Mile, Victoria Sturm in Criminal Minds oder Claudia Lössl in Caprica.

## Filmografie (Auswahl)
Filmauftritte (auch Kurzauftritte)
- 1992: Another Girl Another Planet
- 1993: Tombstone
- 1996: Dunston – Allein im Hotel (Dunston Checks In)
- 1998: Trance
- 1998: The Rocking Horse Winner
- 1999: The Auteur Theory
- 1999: The Green Mile
- 2000: Hamlet
- 2000: Baby – Glück auf Zeit (Baby)
- 2001: A.I. – Künstliche Intelligenz (A.I. Artificial Intelligence)
- 2003: Quintessence
- 2003: June & Orlando
- 2007: The Death Strip
- 2007: Nonplussed
- 2008: A Woman in the West
- 2009: Morning After
- 2012: Die Tribute von Panem – The Hunger Games (The Hunger Games)
- 2013: Die Tribute von Panem – Catching Fire (The Hunger Games: Catching Fire)
- 2014: Die Tribute von Panem – Mockingjay Teil 1 (The Hunger Games: Mockingjay – Part 1)
- 2015: Die Tribute von Panem – Mockingjay Teil 2 (The Hunger Games: Mockingjay – Part 2)
- 2017: The Cured: Infiziert. Geheilt. Verstoßen. (The Cured)
- 2017: All Summers End
- 2017: Axis (Stimme)
- 2017: Feed
- 2018: We Have Always Lived in the Castle
- 2019: Deadwood – Der Film (Deadwood, Fernsehfilm)

Serienauftritte (auch Gast- und Kurzauftritte)
- 1999: Profiler (1 Episode)
- 2000: Practice – Die Anwälte (The Practice, 1 Episode)
- 2000: Strong Medicine: Zwei Ärztinnen wie Feuer und Eis (Strong Medicine, 1 Episode)
- 2001: UC: Undercover (1 Episode)
- 2002: Providence (1 Episode)
- 2002: Star Trek: Enterprise (1 Episode)
- 2003: New York Cops – NYPD Blue (NYPD Blue, 1 Episode)
- 2003: Six Feet Under – Gestorben wird immer (Six Feet Under, 1 Episode)
- 2004–2006: Deadwood (36 Episoden)
- 2006: Lost (2 Episoden)
- 2006–2007: Emergency Room – Die Notaufnahme (ER, 8 Episoden)
- 2007: Cold Case – Kein Opfer ist je vergessen (Cold Case, 1 Episode)
- 2007: John from Cincinnati (5 Episoden)
- 2007: Criminal Minds (1 Episode)
- 2008: Law & Order: Special Victims Unit (1 Episode)
- 2009: CSI: Vegas (CSI: Crime Scene Investigation, 1 Episode)
- 2009–2010: Caprica (18 Episoden)
- 2010: The Event (3 Episoden)
- 2010: Sons of Anarchy (10 Episoden)
- 2011: Lie to Me (1 Episode)
- 2011: Private Practice (1 Episode)
- 2011: Fringe – Grenzfälle des FBI (Fringe, 1 Episode)
- 2011: Law & Order: LA (1 Episode)
- 2013–2017: Ray Donovan (59 Episoden)
- 2022: Redemption (6 Episoden)
- 2023: Lawmen: Bass Reeves (1 Episode)
- 2024: Parish (6 Episoden)
- 2024: Mayor of Kingstown (3 Episoden)

Arbeiten als Produzentin und Regisseurin
- 2006: Like Old Times (Kurzfilm; als Ausführende Produzentin)
- 2008: In the A.M. of Dec. 26th at Mickey’s (on the Corner of Cunningham & Kongosak in Barrow) (Kurzfilm; als Produzentin und Regisseurin)

## Nominierungen
- 2007: Screen Actors Guild Award in der Kategorie „Bestes Schauspielensemble in einer Dramaserie“ für ihr Engagement in Deadwood (zusammen mit 21 weiteren Schauspielern aus dem Cast)